# Kirrwiller

Kirrwiller este o comună în departamentul Bas-Rhin, Franța. În 1 ianuarie 2022 avea o populație de 535 de locuitori.